# Serie A 1994-1995 (calcio femminile)
L'edizione 1994-1995 è stata la ventottesima edizione del campionato italiano di Serie A femminile di calcio.
L'Agliana ha conquistato lo scudetto per la prima volta nella sua storia. Il titolo di capocannoniere della Serie A è andato a Carolina Morace, calciatrice dell'Agliana, autrice di 31 gol. Al termine del campionato il Gravina in Puglia ha rinunciato a iscriversi all'edizione successiva per iscriversi in Serie B.

## Stagione

### Novità
Al termine stagione 1993-1994 il Milan 82, il Pordenone e il Carrara sono stati retrocessi in Serie B. Al loro posto sono stati promossi il Milan e il Pisa, vincitori dei due gironi della Serie B 1993-1994, più il Gravina in Puglia, vincitore dello spareggio promozione. Al termine del campionato 1993-1994 il Bologna e il Napoli hanno rinunciato a iscriversi alla Serie A.

### Formato
Le 14 squadre partecipanti si affrontano in un girone all'italiana con partite di andata e ritorno per un totale di 26 giornate.
Non sono previste retrocessioni per l'allargamento del campionato da 14 a 16 squadre per l'edizione 1995-1996.

## Squadre partecipanti
| Club              | Città                   | Stagione precedente   |
| ----------------- | ----------------------- | --------------------- |
| Agliana           | Agliana (PT)            | 3º posto in Serie A   |
| Delfino           | Cagliari                | 13º posto in Serie A  |
| Fiamma Monza      | Monza (MI)              | 8º posto in Serie A   |
| G.E.A.S.          | Sesto San Giovanni (MI) | 4º posto in Serie A   |
| Gravina           | Gravina di Catania (CT) | 11º posto in Serie A  |
| Gravina in Puglia | Gravina in Puglia (BA)  | 2º posto in Serie B/B |
| Lazio CF          | Roma                    | 6º posto in Serie A   |
| Lugo              | Lugo (RA)               | 5º posto in Serie A   |
| ACF Milan         | Milano                  | 1º posto in Serie B/A |
| Pisa              | Pisa                    | 1º posto in Serie B/B |
| Riva del Garda    | Riva del Garda (TN)     | 12º posto in Serie A  |
| Torino            | Venaria Reale (TO)      | 2º posto in Serie A   |
| Torres FO.S.      | Sassari                 | Campione d'Italia     |
| Verona CF         | Verona                  | 10º posto in Serie A  |

## Classifica finale
|  | Pos. | Squadra           | Pt | G  | V  | N | P  | GF | GS | DR  |
|  | ---- | ----------------- | -- | -- | -- | - | -- | -- | -- | --- |
|  | 1.   | Agliana           | 47 | 26 | 22 | 3 | 1  | 90 | 20 | +70 |
|  | 2.   | Torres FO.S.      | 42 | 26 | 18 | 6 | 2  | 63 | 18 | +45 |
|  | 3.   | Lugo              | 36 | 26 | 16 | 4 | 6  | 52 | 28 | +24 |
|  | 4.   | Fiamma Monza      | 34 | 26 | 14 | 6 | 6  | 43 | 26 | +17 |
|  | 5.   | Pisa              | 31 | 26 | 12 | 7 | 7  | 50 | 45 | +5  |
|  | 6.   | G.E.A.S.          | 26 | 26 | 9  | 8 | 9  | 32 | 34 | -2  |
|  | 7.   | Torino            | 25 | 26 | 10 | 5 | 11 | 41 | 39 | +2  |
|  | 8.   | Riva del Garda    | 22 | 26 | 8  | 6 | 12 | 47 | 46 | +1  |
|  | 9.   | Lazio CF          | 22 | 26 | 9  | 4 | 13 | 46 | 63 | -17 |
|  | 10.  | Verona CF         | 21 | 26 | 6  | 9 | 11 | 27 | 35 | -8  |
|  | 11.  | ACF Milan         | 16 | 26 | 6  | 4 | 16 | 32 | 50 | -18 |
|  | 12.  | Gravina in Puglia | 16 | 26 | 7  | 2 | 17 | 24 | 75 | -51 |
|  | 13.  | Gravina           | 14 | 26 | 5  | 4 | 17 | 28 | 64 | -36 |
|  | 14.  | Delfino           | 12 | 26 | 2  | 8 | 16 | 27 | 59 | -28 |

Legenda:

      Campione d'Italia
Note:

Due punti a vittoria, uno a pareggio, zero a sconfitta.

## Risultati

### Calendario
| andata      | 1ª giornata              | ritorno     |
| 17 set 1994 |                          | 21 gen 1995 |
| 3-4         | Il Delfino Cagliari-Pisa | 2-2         |
| 0-4         | Fiammamonza-Agliana      | 1-1         |
| 1-5         | Gravina Catania-Riva     | 0-4         |
| 2-1         | Lazio-GEAS               | 1-5         |
| 5-2         | Milan-Verona             | 0-0         |
| 1-0         | Torino-Lugo              | 1-2         |
| 6-0         | Torres-Gravina BA        | 5-0         |

| andata      | 4ª giornata                    | ritorno     |
| 22 ott 1994 |                                | 18 feb 1995 |
| 4-4         | Agliana-Torres                 | 2-0         |
| 1-0         | Fiammamonza-Gravina Catania    | 1-0         |
| 1-0         | Gravina BA-Il Delfino Cagliari | 3-2         |
| 1-0         | Lugo-Milan                     | 1-0         |
| 2-4         | Pisa-Lazio                     | 2-1         |
| 2-2         | Riva-GEAS                      | 1-1         |
| 0-1         | Verona-Torino                  | 0-0         |

| andata      | 7ª giornata                | ritorno     |
| 19 nov 1994 |                            | 25 mar 1995 |
| 2-1         | Il Delfino Cagliari-Torino | 0-0         |
| 1-1         | GEAS-Fiammamonza           | 1-0         |
| 3-1         | Lazio-Gravina Catania      | 3-0         |
| 1-5         | Lugo-Agliana               | 0-1         |
| 1-5         | Milan-Torres               | 0-1         |
| 2-1         | Pisa-Verona                | 1-0         |
| 2-0         | Riva-Gravina BA            | 0-1         |

| andata      | 10ª giornata                | ritorno     |
| 10 dic 1994 |                             | 22 apr 1995 |
| 6-2         | Agliana-Il Delfino Cagliari | 1-0         |
| 5-0         | Fiammamonza-Gravina BA      | 0-1         |
| 3-2         | Gravina Catania-GEAS        | 0-0         |
| 3-1         | Lugo-Riva                   | 5-3         |
| 2-3         | Milan-Pisa                  | 2-5         |
| 3-1         | Torino-Lazio                | 1-4         |
| 1-0         | Verona-Torres               | 0-1         |

| andata      | 13ª giornata              | ritorno     |
| 14 gen 1995 |                           | 20 mag 1995 |
| 0-1         | GEAS-Lugo                 | 1-0         |
| 0-7         | Gravina BA-Agliana        | 0-7         |
| 2-2         | Lazio-Il Delfino Cagliari | 3-2         |
| 2-1         | Pisa-Torino               | 1-1         |
| 3-1         | Riva-Milan                | 1-2         |
| 1-0         | Torres-Fiammamonza        | 2-1         |
| 4-1         | Verona-Gravina Catania    | 1-1         |

| andata      | 2ª giornata              | ritorno     |
| 24 set 1994 |                          | 28 gen 1995 |
| 2-0         | Agliana-Milan            | 2-0         |
| 2-1         | GEAS-Il Delfino Cagliari | 0-0         |
| 1-4         | Gravina BA-Torino        | 2-3         |
| 2-1         | Lugo-Gravina Catania     | 2-1         |
| 2-2         | Pisa-Torres              | 0-1         |
| 4-2         | Riva-Lazio               | 2-2         |
| 1-3         | Verona-Fiammamonza       | 1-1         |

| andata     | 5ª giornata                | ritorno     |
| 5 nov 1994 |                            | 25 feb 1995 |
| 0-3        | Il Delfino Cagliari-Torres | 0-6         |
| 3-1        | GEAS-Gravina BA            | 3-0         |
| 1-2        | Lazio-Agliana              | 1-6         |
| 4-1        | Lugo-Verona                | 0-1         |
| 1-3        | Milan-Fiammamonza          | 0-1         |
| 2-0        | Riva-Pisa                  | 2-2         |
| 2-1        | Torino-Gravina Catania     | 0-1         |

| andata      | 8ª giornata              | ritorno    |
| 26 nov 1994 |                          | 1 apr 1995 |
| 3-0         | Agliana-Riva             | 2-1        |
| 0-2         | Fiammamonza-Lugo         | 1-1        |
| 3-0         | Gravina CT-Il Delfino CA | 3-1        |
| 0-1         | Gravina BA-Pisa          | 0-4        |
| 7-0         | Torino-Milan             | 2-1        |
| 3-0         | Torres-Lazio             | 1-0        |
| 1-1         | Verona-GEAS              | 1-0        |

| andata      | 11ª giornata               | ritorno     |
| 17 dic 1994 |                            | 29 apr 1995 |
| 1-1         | GEAS-Milan                 | 1-0         |
| 3-4         | Gravina BA-Lugo            | 0-3         |
| 1-1         | Lazio-Fiammamonza          | 2-3         |
| 1-5         | Pisa-Agliana               | 2-2         |
| 2-2         | Riva-Torino                | 1-3         |
| 4-2         | Torres-Gravina Catania     | 1-1         |
| 0-0         | Verona-Il Delfino Cagliari | 1-1         |

| andata     | 3ª giornata              | ritorno    |
| 1 ott 1994 |                          | 4 feb 1995 |
| 0-0        | Il Delfino Cagliari-Lugo | 1-4        |
| 1-1        | GEAS-Pisa                | 1-4        |
| 1-5        | Gravina Catania-Agliana  | 0-9        |
| 2-0        | Lazio-Verona             | 0-0        |
| 2-1        | Milan-Gravina BA         | 1-1        |
| 0-0        | Torino-Fiammamonza       | 1-2        |
| 1-0        | Torres-Riva              | 0-0        |

| andata      | 6ª giornata               | ritorno    |
| 12 nov 1994 |                           | 4 mar 1995 |
| 3-0         | Agliana-Torino            | 2-1        |
| 4-0         | Fiammamonza-Il Delfino CA | 3-2        |
| 2-0         | Gravina Catania-Milan     | 0-3        |
| 2-1         | Gravina BA-Lazio          | 1-4        |
| 1-0         | Pisa-Lugo                 | 2-3        |
| 2-0         | Torres-GEAS               | 4-1        |
| 1-3         | Verona-Riva               | 2-1        |

| andata     | 9ª giornata               | ritorno    |
| 3 dic 1994 |                           | 8 apr 1995 |
| 1-1        | Il Delfino Cagliari-Milan | 0-2        |
| 2-1        | GEAS-Agliana              | 0-2        |
| 1-6        | Gravina BA-Verona         | 0-0        |
| 0-5        | Lazio-Lugo                | 2-7        |
| 4-1        | Pisa-Gravina Catania      | 2-2        |
| 1-2        | Riva-Fiammamonza          | 2-3        |
| 5-2        | Torres-Torino             | 4-0        |

| andata     | 12ª giornata             | ritorno    |
| 7 gen 1995 |                          | 6 mag 1995 |
| 3-1        | Agliana-Verona           | 3-1        |
| 4-1        | Il Delfino Cagliari-Riva | 1-3        |
| 1-0        | Fiammamonza-Pisa         | 5-0        |
| 1-3        | Gravina CT-Gravina BA    | 1-2        |
| 0-0        | Lugo-Torres              | 1-1        |
| 1-2        | Milan-Lazio              | 6-2        |
| 3-0        | Torino-GEAS              | 1-2        |

## Statistiche

### Classifica marcatrici
| Gol | Rigori |  | Giocatore         | Squadra        |
| --- | ------ |  | ----------------- | -------------- |
| 31  |        |  | Carolina Morace   | Agliana        |
| 30  | 4      |  | Patrizia Sberti   | Agliana        |
| 23  |        |  | Michela Ulivieri  | Pisa           |
| 23  |        |  | Ángeles Parejo    | Torres         |
| 22  |        |  | Isabella Costanzo | Fiamma Monza   |
| 19  | 2      |  | Rita Guarino      | Torres         |
| 18  |        |  | Monia Gazzaroli   | Riva del Garda |
| 13  |        |  | Silvia Fiorini    | Agliana        |
| 12  |        |  | Roberta Ulivi     | Lugo           |
| 12  | 5      |  | Maria Macrì       | ACF Milan      |
| 12  |        |  | Deborah Pelle     | Verona CF      |
| 11  | 2      |  | Antonella Carta   | Lugo           |
| 10  |        |  | Adele Marsiletti  | Lugo           |
| 10  |        |  | Maria Diano       | Torino         |
| 9   |        |  | Jana Nováková     | G.E.A.S.       |
| 9   |        |  | Vania Massimi     | Lazio CF       |
| 8   |        |  | Maria Napoleoni   | Lazio CF       |

## Verdetti finali
- Agliana Campione d'Italia 1994-1995.